# 무솽솽
무솽솽 (穆爽爽, 1984년 7월 7일 ~ )은 중국의 역도 선수이다.
그녀는 세계 역도 선수권 대회에서 은메달을 3번 획득했다.
2006년 12월 6일에 그녀는 도하 아시안 게임에서 인상 139kg의 세계 신기록을 세웠고, 2007년 9월 26일에 치앙마이 세계 선수권 대회에서 총 319kg의 세계 신기록을 세웠다.
그러나 올림픽을 앞두고 국가마다 나갈 수 있는 역도 체급별 선수 쿼터 문제에 걸려서, 자국에서 열리는 2008년 하계 올림픽에는 불참했다.

## 참조
1. ↑  “무솽솽”. 국제 역도 연맹.[깨진 링크(과거 내용 찾기)]